# Sergej Kovaljov

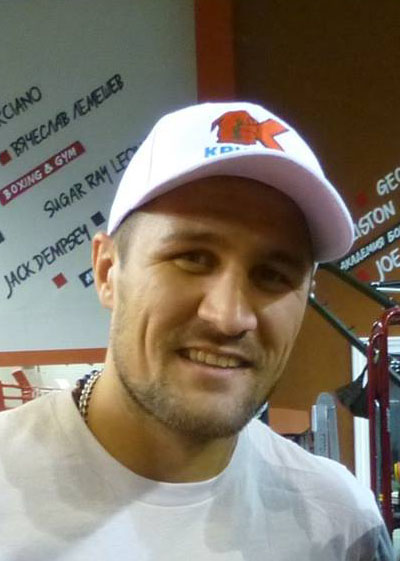
Sergej Kovaljov

Sergej Aleksandrovitj Kovaljov (ryska: Сергей Александрович Ковалёв) född 2 april 1983 i Tjeljabinsk, Ryska SFSR, Sovjetunionen, är en rysk boxare. Han är världsmästare i lätttungvikt hos WBA (superlättungvikt), WBO- och IBF.
Efter en match om match den asiatiska WBC-titeln i lättungvikt i Jekaterinburg i december 2011 dog Kovaljovs motståndare Roman Simakov efter en knockout. Simakov fördes direkt till sjukhus och opererades omgående men hamnade i koma och avled.